# Parco nazionale di Midongy del Sud
Il Parco nazionale di Midongy del Sud è un'area naturale protetta del sud-est del Madagascar, ubicata nella regione di Atsimo-Atsinanana a circa 90 km da Vangaindrano.

## Territorio
L'area protetta ha una superficie di 2059.85 km² interamente ricoperta da una lussureggiante foresta pluviale, la seconda più estesa del Madagascar. Il paesaggio è aspro, formato da montagne ripide e profonde vallate, con paludi e corsi d'acqua. Il monte Papango, con i suoi 1680 m, è il punto più elevato. Le principali etnie presenti nel territorio sono i Bara e gli Antaisaka.

## Flora
La lussureggiante foresta pluviale comprende numerose specie arboree tra cui essenze pregiate come l'ebano e il palissandro.
Tra le specie endemiche meritano di essere segnalate l'orchidea Aeranthes caudata, le palme Dypsis onilahensis e Dypsis prestoniana, Dombeya hafotsy (Malvaceae), Streptocarpus papangae (Gentianaceae), Elatostema papangae (Urticaceae). Sono state censite 48 specie di felci, 8 delle quali endemiche.

## Fauna
Tra i lemuri presenti all'interno del parco vi sono l'aye-aye (Daubentonia madagascariensis ), il sifaka di Milne-Edward (Propithecus edwardsi), il lemure dal collare (Eulemur collaris), il prolemure dal naso largo (Prolemur simus) e il lemure variegato (Varecia variegata).
Molto ricca l'avifauna del parco che annovera numerose specie endemiche come la colomba azzurra del Madagascar (Alectroenas madagascariensis), l'ibis crestato di foresta (Lophotibis cristata), la falsa nettarinia caruncolata (Neodrepanis coruscans), il vanga di Pollen (Xenopirostris polleni), il tessitore rosso di foresta (Foudia omissa).
Una recente spedizione erpetologica ha censito all'interno dell'area protetta 16 specie di rettili (tra cui lo scincide Trachylepis gravenhorstii, il camaleonte Brookesia superciliaris, il geco Phelsuma lineata e il boa arboricolo Sanzinia madagascariensis) e 30 specie di anfibi, appartenenti alle famiglie Hyperoliidae, Ptychadenidae, Microhylidae e Mantellidae.

## Accessi
L'area protetta è raggiungibile in macchina da Antananarivo percorrendo la Route Nationale 7 sino a Ambohimahasoa, poi la RN 25 sino a Irondro, quindi la RN 12A per Vangaindrano ed infine la RNT18 sino a Midongy du Sud-Befotaka.